# Борисова, Глафира Константиновна
Глафира Константиновна Борисова (род. 23 ноября 2001 года, Балаково, Саратовская область) — российская дзюдоистка. Чемпионка России 2023 года. Мастер спорта по дзюдо.

## Биография
Глафира родилась 23 ноября, 2021 года в городе Балаково Саратовской области, Россия. Начала заниматься дзюдо с 6 лет под руководством своего отца Константина Борисова в спортивной школе "Олимпик".

## Спортивная карьера
Первый национальный титул среди кадеток (до 18 лет) Глафира завоевала в 2017 году в Новосибирске, когда выиграла первенство России в весе до 40 кг. Глафира победительница кубка Европы среди кадетов 2017 года в Туле (Россия) и в Фоллонике (Италия), в конце 2017 года она занимала первую строчку мирового рейтинга Международной федерации дзюдо среди дзюдоистов в весе до 40 кг. В сентябре 2018 выступила на международном турнире памяти Дзигоро Кано среди кадетов во Владивостоке. В ноябре 2018 года стала фниалисткой первенства России среди юниоров (до 21 года) в весе до 44 кг, который прошёл в Назрани (Ингушетия), Глафира уступила в финале своей старшей сестре Ольге. В августе 2019 года была второй на кубке Европы в польском городе Познань, в конце сентября 2019 года ей было присвоено звание мастера спорта России по дзюдо. В ноябре 2019 года стала третьей на первенстве России среди юниоров в весе до 48 кг, который прошёл в Красноярске. В июне 2021 года впервые выступила на первенстве России до 23 лет в Мурманске, где стала финалисткой в весе до 48 кг. В июле 2021 года завоевала бронзовую медаль на кубке Европы среди юниоров в городе Коимбра (Португалия). В августе 2021 года стала финалисткой кубка Европы среди юниоров в Удине (Италия). В декабре 2021 года выступила на взрослом кубке России в Грозном, где смогла добыть бронзовую медаль. В марте 2022 года выиграла первенство России среди дзюдоисток до 23 лет. В ноябре 2022 года выступила на взрослом чемпионате России в Екатеринбурге, заняв лишь пятое место. В марте 2023 года во второй раз выиграла первенство России до 23 лет в Екатеринбурге. В августе 2023 года стала финалисткой Международного фестиваля университетского спорта. В октябре 2024 года Глафира стала чемпионкой России в весовой категории до 52 кг. В январе 2024 года она впервые завоевала бронзовую медаль на гран-при Одивелаш (Португалия). В мае 2024 года Борисова выиграла бронзовую медаль турнира «Большой шлем» в Душанбе (Таджикистан). В мае 2024 года приняла участие на чемпионате мира в Абу-Даби. 

## Спортивные достижения
- 2018 Первенство России среди юниоров — ;
- 2019 Первенство России среди юниоров — ;
- 2021 Кубок Европы среди юниоров (Коимбра, Португалия)  — ;
- 2021 Кубок Европы среди юниоров (Удине, Италия) — ;
- 2021 Первенство России до 23 лет — ;
- 2022, 2023 Первенство России до 23 лет — ;
- 2021 Кубок России — ;
- 2023 Международный фестиваль университетского спорта — ;
- 2023 Чемпионат России — ;
- 2024 Гран-при «Португалии» — ;
- 2024 «Большой шлем» Душанбе — ;
- 2024 Игры БРИКС — ;[12]
- 2025 «Большой шлем» Улан-Батор — ;[13]

## Личная жизнь
Глафира является студенткой Университета им. Лесгафта. Глафира имеет старшую сестру Ольгу, которая тоже выступает в дзюдо.